# Zwettl-Niederösterreich
Zwettl-Niederösterreich – miasto powiatowe w Austrii, w kraju związkowym Dolna Austria, siedziba powiatu Zwettl.
W centrum miasta, przy Hauptplatz, stoi fontanna autorstwa słynnego Friedensreicha Hundertwassera. W mieście ulokowany jest największy w Austrii prywatny browar Zwettl.
W mieście znajduje się klasztor cystersów, założony w 1138.
W mieście rozwinął się przemysł drzewny oraz spożywczy.

## Historia
Nazwa Zwettl jest pochodzenia słowiańskiego (czes. světlá oznacza światłość, jasność) i oznacza „polanę” lub „prześwit w lesie”. Znalazło to potwierdzenie w późniejszym dokumencie, w którym pojawia się łacińska nazwa Claravallis („jasna dolina”) w odniesieniu do klasztoru w Zwettl.
Od 28 grudnia 1200 Zwettl jest miastem.

## Kultura i zabytki
- miasto w dużej części zachowało swój średniowieczny charakter. Zachowały się mury obronne z siedmioma wieżami, stary ratusz miejski z 1307, oraz historyczne budynki
- w 1994 postawiono na rynku miasta fontannę projektu Friedensreicha Hundertwassera
- centrum duchowym miasta jest leżący w północno-wschodnim krańcu miasta klasztor Zwettl
- Kolumna morowa dłuta Johanna Caspara Högla z Eggenburga
- kilka kilometrów na zachód od miasta znajduje się zamek Rosenau i przyzamkowe muzeum
- pomiędzy Zwettl-Niederösterreich a Groß Gerungs znajduje się piramida schodkowa

## Zobacz też

Zwettl
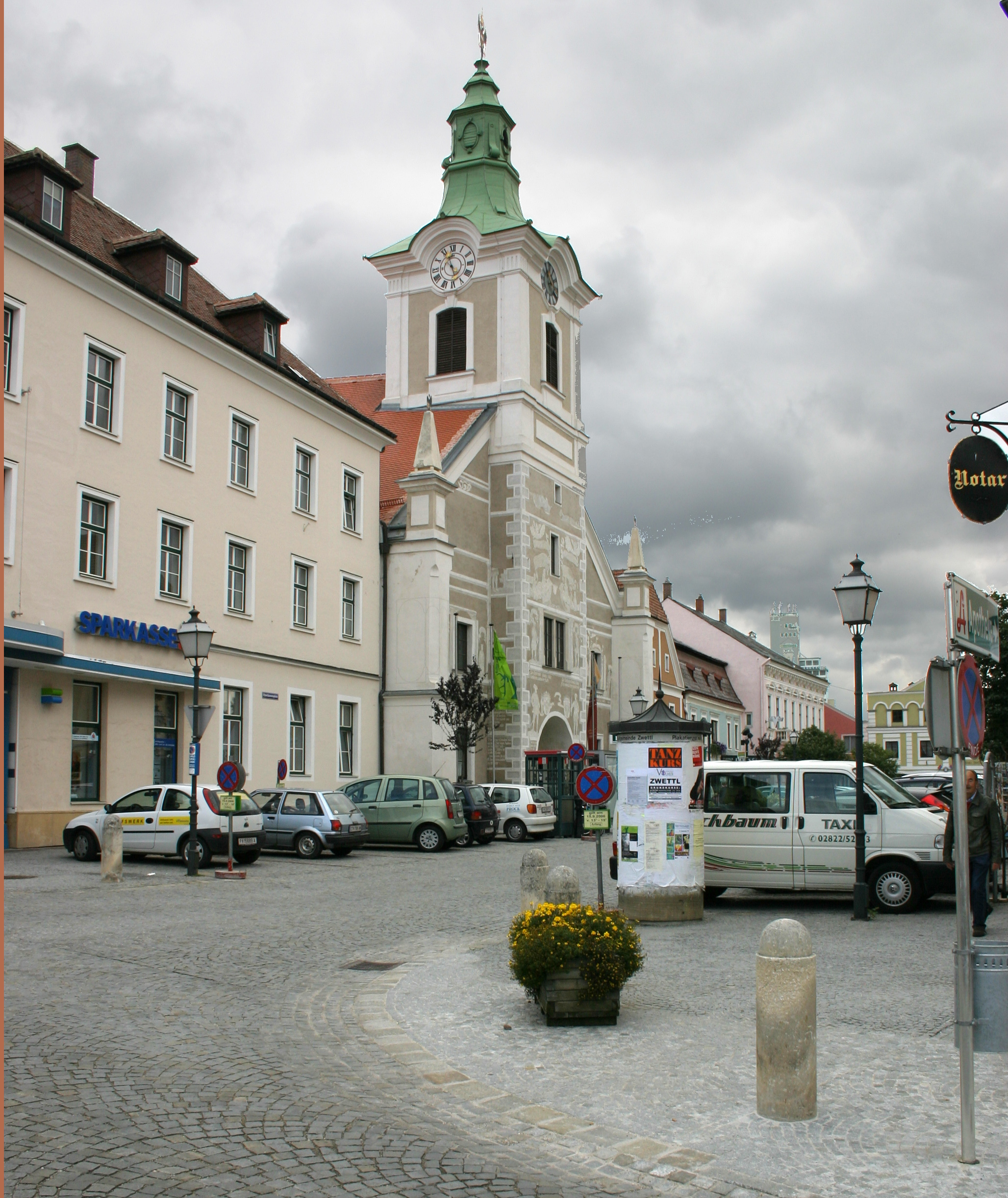
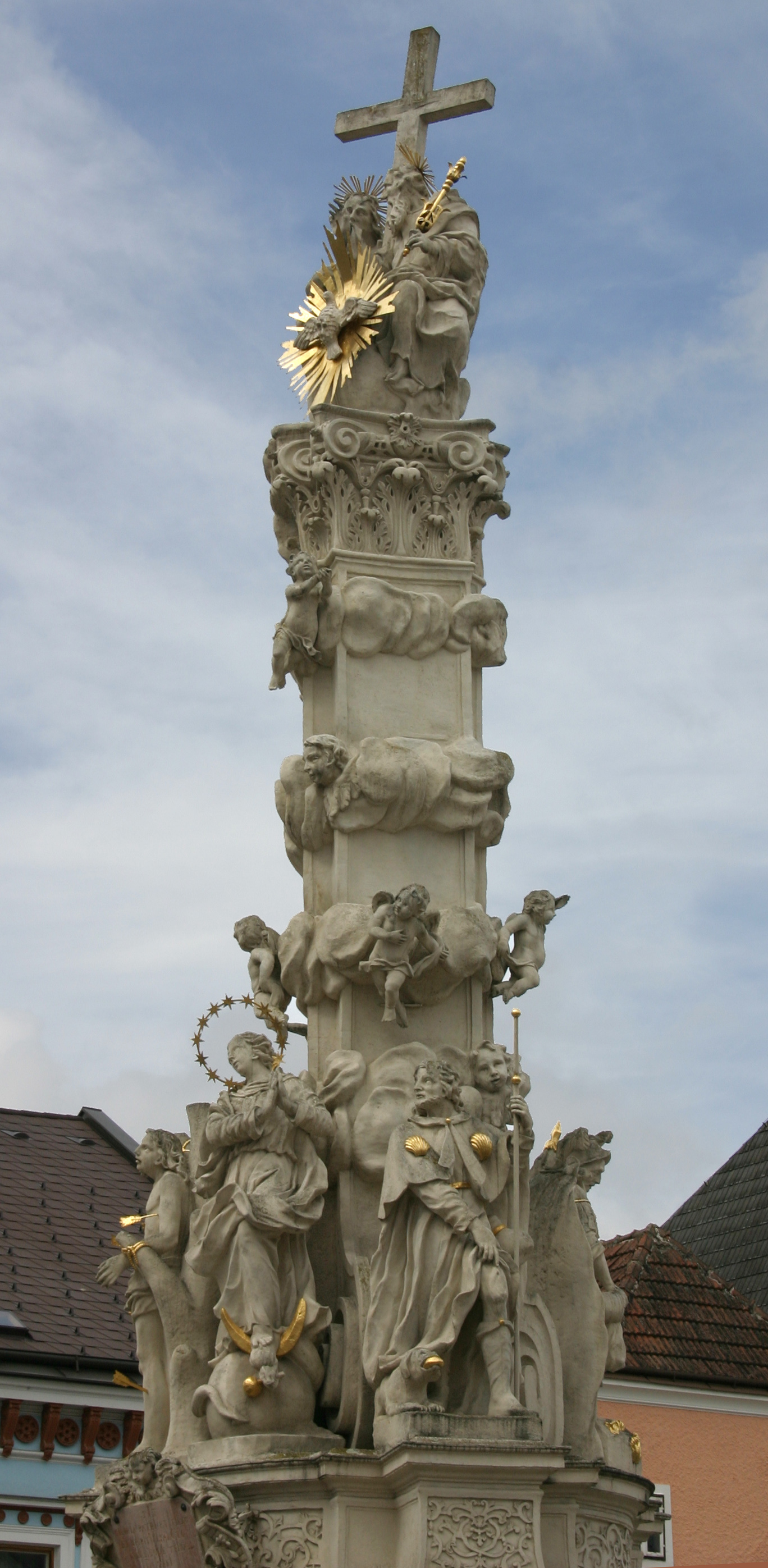
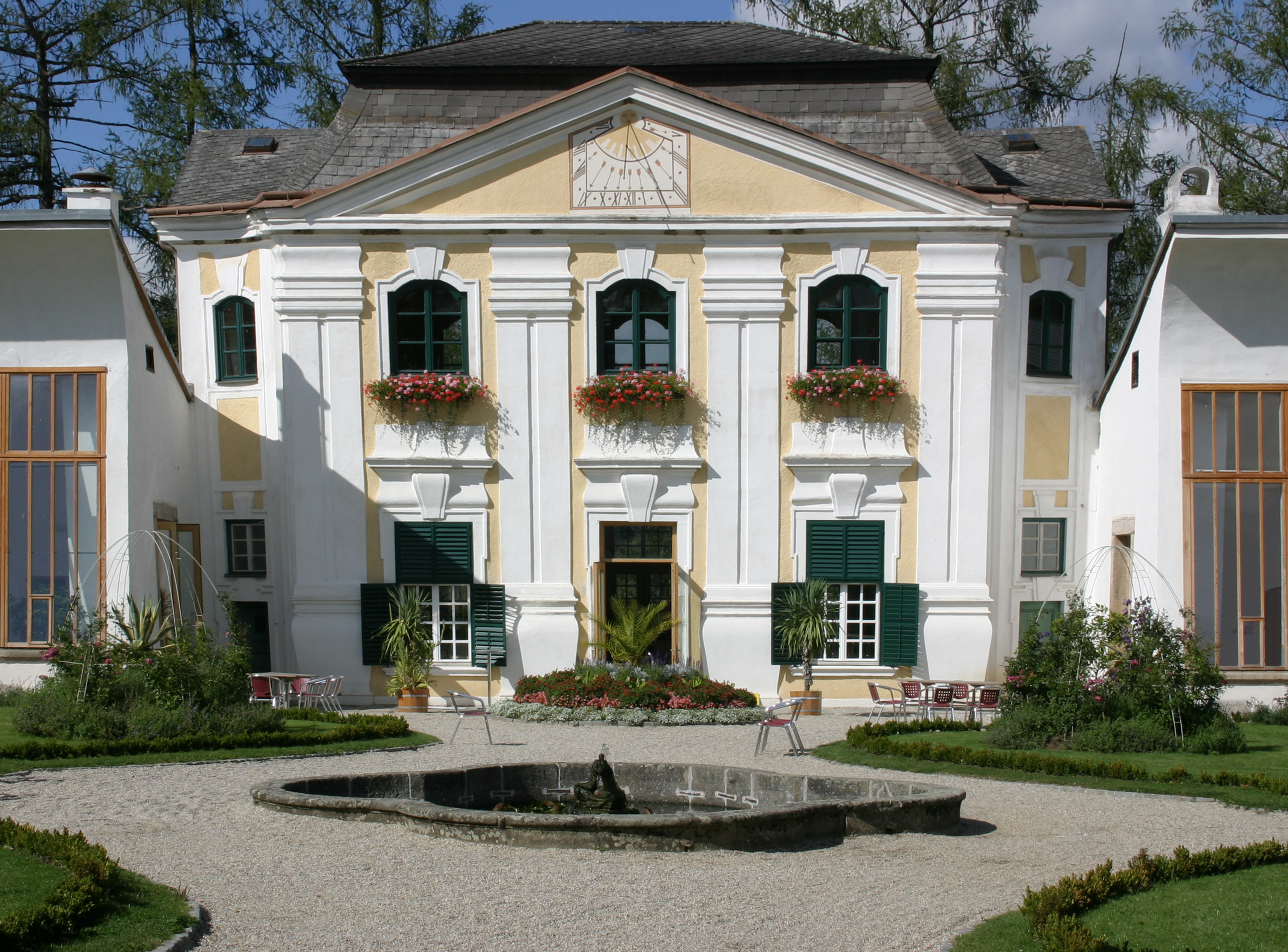
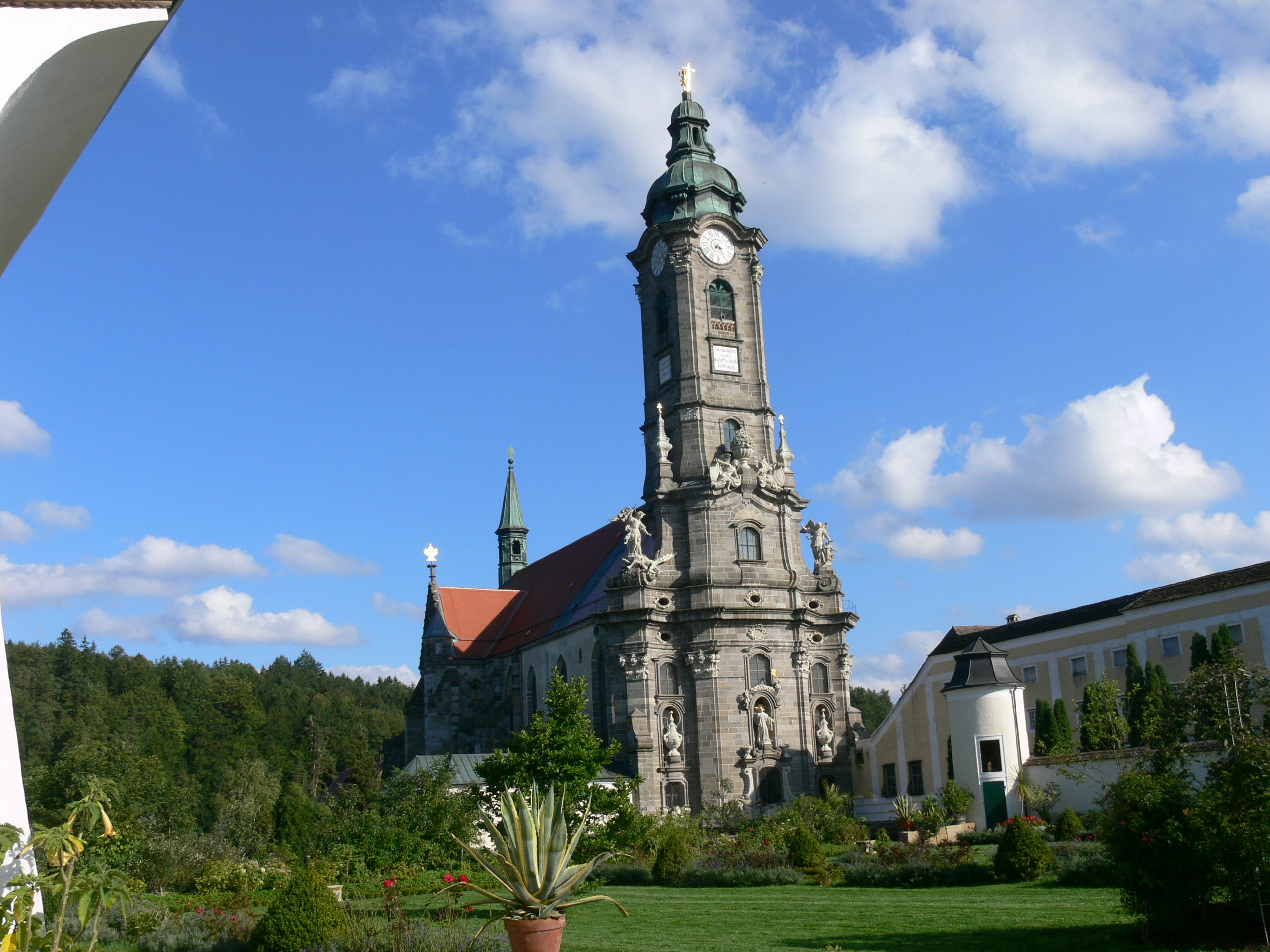
Kościół klasztorny
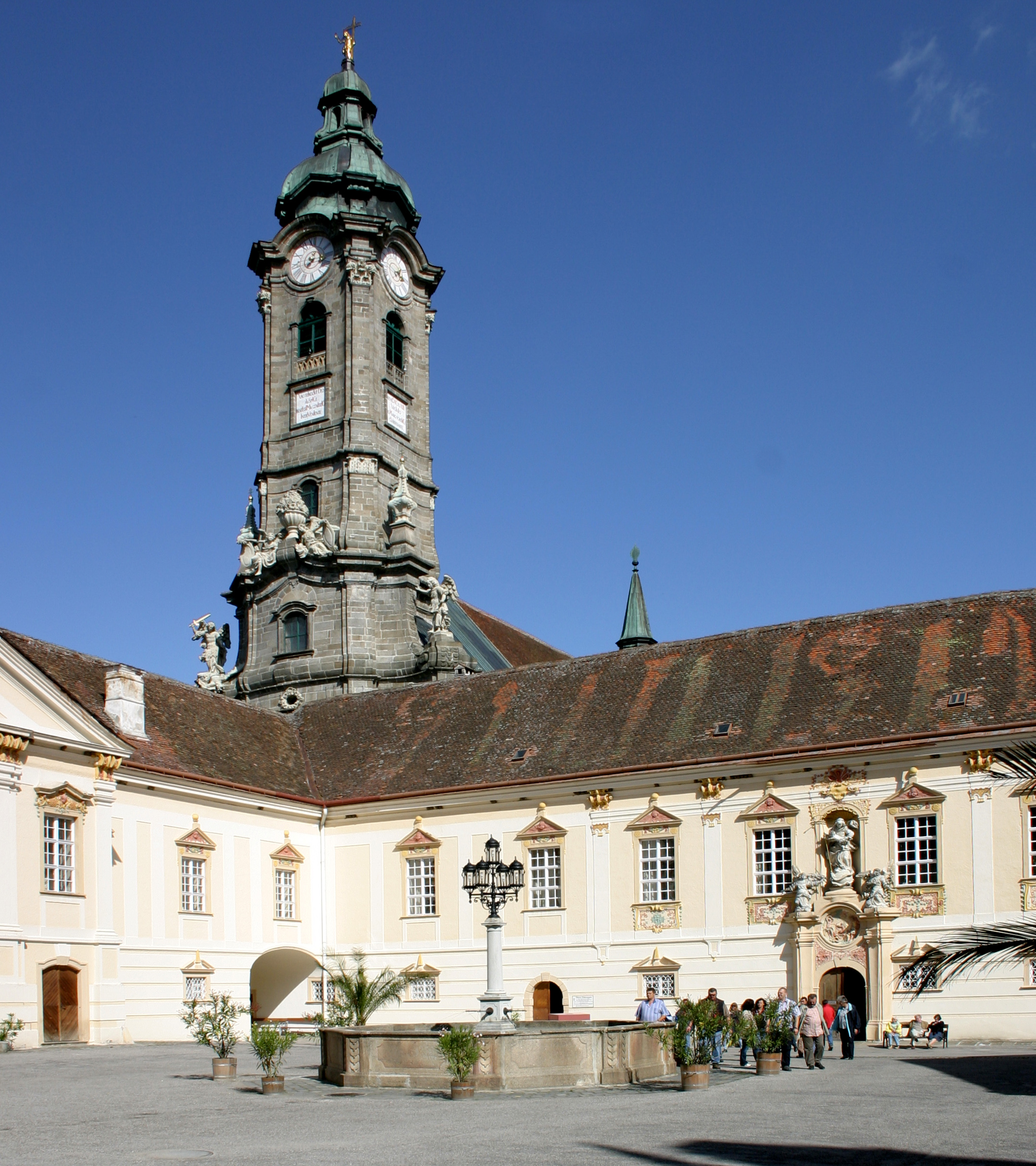
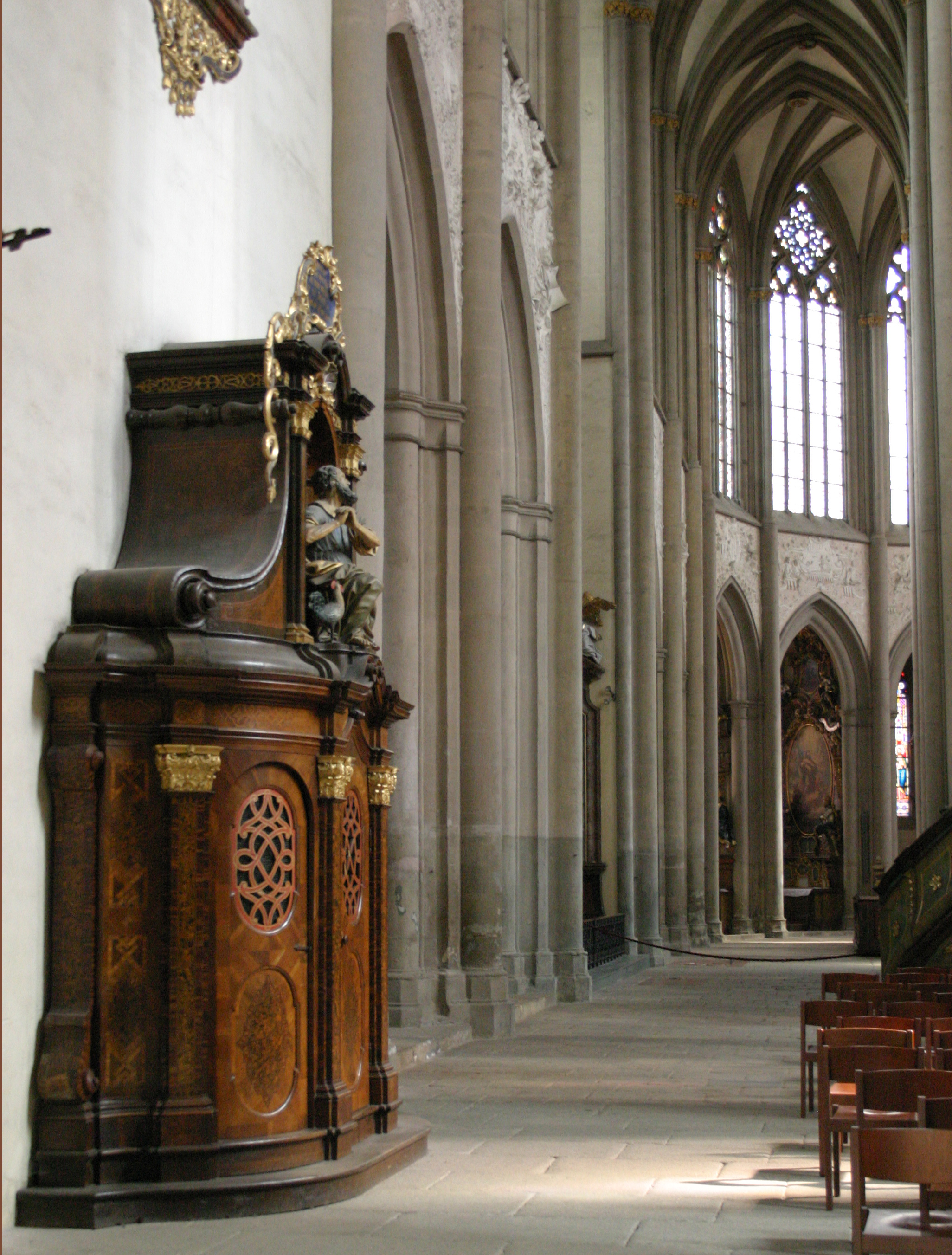

## Współpraca
Miejscowości partnerskie:
- Jindřichův Hradec, Czechy
- Plochingen, Niemcy
- Zistersdorf, Dolna Austria